# Vestas

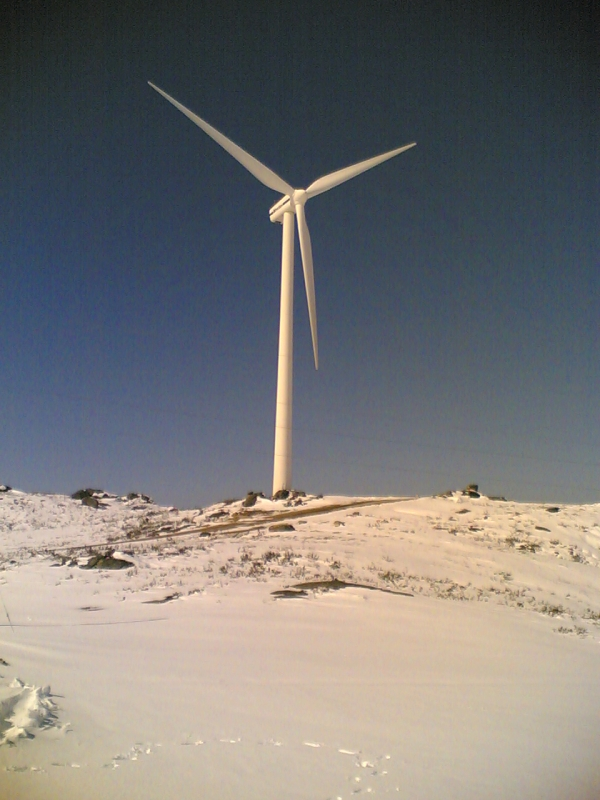
Foto de aerogerador da Vestas na Serra do Barroso em Portugal

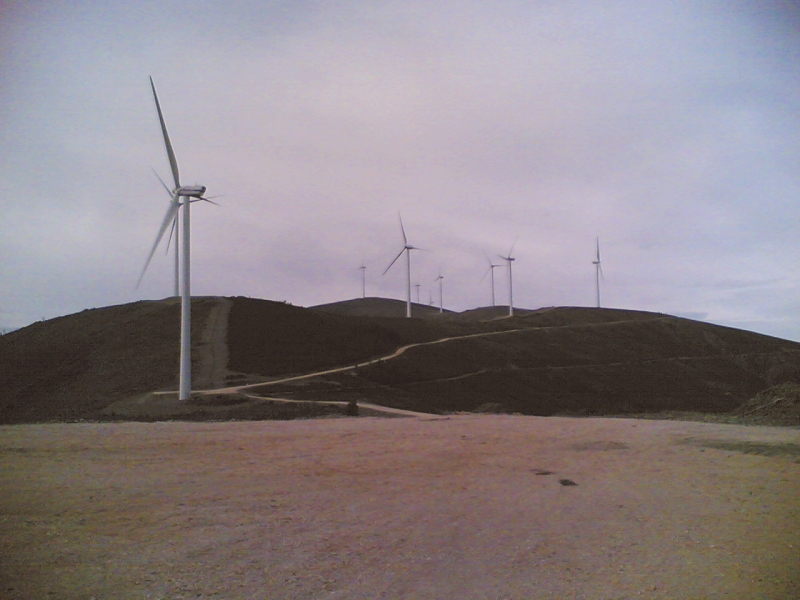
Parque eólico na freguesia de Fajão, Pampilhosa da Serra

A Vestas é uma empresa dinamarquesa e a maior companhia mundial produtora de turbinas de energia eólica. Dedica-se ao desenvolvimento, manufactura, venda e manutenção de aerogeradores.

## História
Fundada em 1945 sobre o nome Vestjysk STålteknik A/S, a Vestas iniciou a sua actividade no ramo de applicações para uso doméstico, tendo progredido para o fabrico de equipamento para uso agrícola em 1950, intercoolers em 1956, guindastes hidráulicos em 1968 e em 1979 para o fabrico de aerogeradores.
Actualmente a Vestas a maior empresa mundial no fabrico de aerogeradores está cotada na Bolsa de Valores de Copenhaga e dispõe de equipamentos instalados nos seis continentes.

## Actividades
Actualmente a Vestas dispõe de um portfólio de aerogeradores com potências entre 850 kW e 7 MW e de vários sistemas de SCADA para controlo remoto.
Todos os aerogeradores funcionam com o recorrendo a um gerador assincrono (a velocidade no rotor é inferior à velocidade no gerador), sendo para tal necessária a utilização de uma caixa de velocidades.
Alguns parques eólicos estão instalados no mar (offshore), sendo que nenhum se encontra em Portugal.
Dominantemente a Vestas está presente, em Portugal, nas zona centro do país com grande expressão na Pampilhosa da Serra com 216 MW instalados até início de 2009.